# Verel-Pragondran
Verel-Pragondran é uma comuna francesa na região administrativa de Auvérnia-Ródano-Alpes, no departamento de Saboia. Estende-se por uma área de 6,53 km². Em 2010 a comuna tinha 487 habitantes (densidade: 74,6 hab./km²).